# Enneapterygius rubicauda
Enneapterygius rubicauda es una especie de pez de la familia Tripterygiidae en el orden de los Perciformes.

## Morfología
• Los machos pueden llegar alcanzar los 3,7 cm de longitud total.

## Hábitat
Es un pez de mar  y de clima subtropical y que vive hasta los 7 m de profundidad.